# 鈴木経勲
鈴木 経勲（すずき つねのり（けいくん）、1854年1月10日（嘉永6年12月12日）? - 1938年（昭和13年）12月11日）は日本の南方探検家、著述家、記者である。1880年代にミクロネシアや北西ハワイ諸島などを訪れ、『南洋探検実記』（博文館、1892年）などを著した。ただし、近年の研究では、その著作の信憑性が疑われている。

## 生涯
1853年（嘉永6年）、江戸に生まれた。父親は土佐出身で武州川島の鈴木氏に養子に入った幕臣である。昌平坂学問所で学んだ後、幕府陸軍語学所でフランス語を学んだ。維新後静岡に移る。
1876年、生活のためラッコ密猟船に乗り込んだ後、密猟取締策を建策し、1879年に外務省に雇われることになった。
1883年にマーシャル諸島のラエー環礁に漂着した日本人船員が現地人に殺害される事件が起こり、後藤猛太郎とともに南洋行きを命じられた。1884年、イギリスの捕鯨船、エーダ号でマーシャル諸島に赴き、事件を解決するが、マーシャル諸島の領有を企画し、日章旗を掲揚したことが外務卿井上馨の怒りを買う。1885年、日章旗取り外しのため、再度マーシャル諸島に赴いた。（以上の経緯については鈴木自身の主張によるが、その信憑性には疑問が持たれている。詳しくは後述）
1886年に外務省を退官。井上から与えられた忠信丸で南洋探検を行うが船を失う。その後何度か南洋の島の占領を建策するが入れられなかった。1889年、軍艦金剛の練習航海に同乗してハワイ、サモアを訪問する。
1890年に田口卯吉の南島商会に参加し、天佑丸のミクロネシア貿易巡航に同行した。
1892年、『南洋探検実記』、1893年に『南島巡航記』、『南洋風物誌』を著す。
1894年、日清戦争に際して従軍記者となり『平壌大激戦実見録』を出版した。その後陸軍のためにロシアに対する密偵として働いたとされる。その後保険会社に勤めて、1938年に没した。

## マーシャル諸島探検に関する疑問
1995年、ミクロネシアをフィールドとする考古学者の高山純は『南洋の大探検家 鈴木経勲』を公刊し、その中で『南洋探検実記』にある1884年のマーシャル諸島探検に関する記述には多くの矛盾や不自然な点があり、信用しがたいことを指摘した。高山は、鈴木らは1884年（および1885年）にはそもそもマーシャル諸島を訪れておらず、『南洋探検実記』の内容は机上の作文である、と結論づけている。
鈴木経勲が1884年の探検について残した記述や談話は、『南洋探検実記』をはじめ、1884年当時の新聞報道から晩年の談話に至るまで多数にのぼるが、話のたびに内容が違っている。たとえば、『南洋探検実記』には、ナム島の酋長とオジャ島の副酋長をマーシャル諸島のラーボン王の代理人（もしくは人質）として横浜に連れ帰ったが、二人は日本の寒さに耐えきれず「凍死」してしまった、とあるが、他のところでは連れ帰ったのは水夫代わりに雇った人夫だとしていたり、日本従属の誓約の証拠だとしていたり、人数も2人であったり3人であったり、無事に送還したとしていたりと、話が一定していない。また、ラーボン王邸に国旗を掲げさせて日本による領有を宣言したことで、井上馨外務卿の怒りを買い、翌1885年に国旗を降ろすため再渡航した、という話は『南洋探検実記』には見られず、昭和期に入ってから「明治十七年マーシャル諸島に使して」（『南洋諸島』第2巻第4号、1936年）や「南洋翁回顧談」（『明治大正史談』第4 - 12輯、1937 - 38年）などで初めて語られるものである。それどころか『南洋探検実記』では、ドイツが植民地化を宣言したため再渡航を断念したと明言している。そもそも、国旗を掲げたというだけでは領有宣言になり得ない。さらに問題なのは、ラーボン王はアイリングラプラプのオジャ島にいたとされているが、実際にはこの王はドイツに承認されたラリック列島の王で、ジャルート環礁に居住していた、という点である。外務省に提出された『復命書』には、ラーボンは病気のためジャルート環礁から出られなかった、という、『実記』と明らかに矛盾する記述がある。そもそも、当時のマーシャル諸島の実質的な首都であり、領事館なども置かれていたジャルート環礁を訪れていないというのは不自然である。
このほか、日本人漂流民がどこの出身だったのかもはっきりせず、後年の「明治十七年マーシャル諸島に使して」「南洋翁回顧談」で、初めて「紀州人」だと説明されるようになる。また船名も不明であり、被害者数も6人であったり7人であったりと一定しない。事件が発覚したいきさつも、説明のたびに異なっている。エーダ号が捕鯨船なのか商船なのかも曖昧である。
また、武器としては鳥銃と刀剣しか持っていないはずの鈴木と後藤が、ラエ島につくなり、酋長ラリレを日本人殺害犯として逮捕したとしているが、当時のマーシャル諸島にはすでにライフルが普及しており、鈴木たちのほうが圧倒的に不利であったはずである。さらに、『南洋探検実記』では、ラリレたちをアイリングラプラプに連行して斬首しようとしたところ、臨席してたラーボン王が急病で苦しみだしたため、刑の執行を停止して、次回、マーシャル諸島に戻ってくるまで犯人を拘束しておくよう頼んだとあるが、このような身勝手な要求が受け入れられたとは信じがたい。
これ以外にも高山が指摘している不審点は、
- カヌーでの航海に際して天候上の問題があった様子がない[12]
- カヌー航海は船団を組んで行われるのに、そのことが記述されていない[13]
- 珊瑚礁なのに淡水池があるような記述がある[14]
- ヤシガニに足首を切り落とされる者がいると書かれているが、そのような実例はない[15]
- 椰子の実の食べ方の説明がデタラメである[16]
- ブーメラン状の鳥猟器を見たと主張しているが、実際にはマーシャル人はブーメランを使っていない[17]
- マーシャル人は王や酋長以外の遺体は埋葬せず放置し、さらにその遺体を食べることがあるとしているが、そのような事実はない[18]

など多数にのぼる。さらに、『南洋探検実記』の記事は日を追って書かれているのに、1884年9月29日の次が11月8日になっていて、一か月あまりの不自然な空白があることが指摘されているが、これも机上の作文ゆえの手違いだとすれば説明がつく。
また、鈴木が虚偽の報告書を捏造した理由について、高山は、杉山茂丸『百魔』（および、主に同書に依拠している星新一『明治の人物誌』）に、後藤猛太郎が井上馨外務卿から与えられた調査費用を浪費してしまったという真偽不明の記述があることから（なお、杉山も星も渡航自体は事実としている）、これは後藤が実際にはマーシャル諸島に渡航しておらず、公金浪費をごまかすために鈴木経勲に報告書をでっちあげてもらったことを示唆しているのではないか、と指摘している。高山は、『南洋探検実記』の内容には、1884年にマーシャル諸島のウジャエ環礁で起こったアメリカ船レイニア号の遭難に関する記録（J. H. Humphrey, Wreck of Rainier: a sailor's narrative, 1887）と不自然に酷似する箇所が多いことから、経勲は同書を下敷きにしたと推定している。
マーシャル諸島探検そのものが虚偽である、という高山の主張については行き過ぎとする批判もあるが、鈴木の記述の信憑性については大きく揺らいでいる。
なお、1997年に中村茂生が防衛研究所史料の中から紹介した鈴木の「経歴書」では、鈴木の生年月日が安政2年12月12日（1856年1月19日。従来の説では1年前の嘉永6年とされていた）となっているなど、従来知られていたものとは異なる経歴が記されている。また、1885年の再渡航については記されていない。

## 著作
- 『南洋志』野沢藤吉編、斎藤岩次郎、1890年6月18日。NDLJP:767233。[注釈 1]
- 鈴木経勲『南洋探検実記』博文館、1892年7月18日。NDLJP:767239。 - 富強日本協会（1942年）、日本講演協会（1943年）、平凡社〈東洋文庫 391〉（1980年）、創造書房（1983年） ISBN ISBN 4-88159-504-0
- 井上彦三郎; 鈴木経勲『南島巡航記』経済雑誌社、1893年3月30日。NDLJP:766717。 - 拓務省（1933年）、南洋興発（1936年）、大和書店（1942年）、創造書房（1983年） ISBN 4-88159-505-9
- 鈴木経勲『平壌大激戦実見録』博文館、1894年11月6日。NDLJP:774096。
- 鈴木経勲『南洋風物誌』江崎悌三校訂、日本講演協会、1944年11月15日。NDLJP:1900040。[注釈 2] - ゆまに書房（1994年） ISBN 4-89668-763-9